# استیفتس جیمناسیوم ملک
استیفتس جیمناسیوم ملک (آلمانی: Melk Abbey's gymnasium) یک مدرسه کاتولیک رومی  نظام سنت بندیکت - مستقر در ملک در اتریش است.